# Annie Mazzola
Annie Mazzola, all'anagrafe Annamaria Mazzola Tronconi (Lodi, 17 aprile 1991), è una conduttrice radiofonica italiana.

## Biografia
Nata a Lodi, ma originaria di Graffignana, inizia la sua carriera di intrattenitrice nei villaggi turistici per poi diventare un’agente di modelle a Milano, dove viene notata da Stefano Gabbana per la simpatia dei suoi video sui social networks. Lo stilista, ricondividendo i suoi contenuti sui propri profili la fa conoscere nell’ambiente milanese e la lancia nel mondo di Instagram. Nel 2018 il brand Dolce & Gabbana farà anche sfilare Annie su indicazione di Stefano Gabbana come una vera modella durante la settimana della moda di Milano, insieme tra le altre a Monica Bellucci. 
Dopo aver condotto numerosi format per pagine editoriali, il Comedy Central Tour e i docu-reality The Hottest Swimsuit e The Hottest Winter di MTV, viene ingaggiata per condurre un extra show legato alla dodicesima edizione di X Factor, format coordinato da uno sponsor del programma che durerà 8 puntate in onda sulla pagina dello sponsor e di X Factor. 
In quell’occasione viene notata da Rai e viene ingaggiata per condurre tutte le trasmissioni web ufficiali deI sessantanovesimo Festival di Sanremo in onda dal caratteristico studio presso il Forte Santa Tecla di Sanremo nella settimana del festival, dove Annie intervisterà tutti gli artisti in gara in un salotto tutto suo, la Social Room di Rai.  L’attività registra il maggior numero di contatti web della storia delle produzioni web di Rai per il festival.
Nel Maggio 2019 viene poi scelta per essere una dei giudici italiani dell’Eurovision Song Contest 2019.
Da Giugno 2019 conduce il programma settimanale 105 Weekend su Radio 105.
A maggio 2025 passa a Radio Deejay, dove prende il posto del programma Nightcall di Chicco Giuliani.
Annie, da sempre schierata a difesa dei diritti della comunità LGBT italiana, è stata madrina per MTV del Pride di Milano 2018. 

### Vita privata
Nel febbraio 2021 ufficializza il fidanzamento con l'ex componente de Lo Zoo di 105 Marco Dona.

## Radio
- 105 Weekend (Radio 105, 2019-2020)
- Tutto bene a 105 (Radio 105, 2020-2023)
- 105 No Stop (Radio 105, Agosto 2019, 2020)

## Televisione
- Comedy Central Tour (Comedy Central, 2017) Conduttrice
- The Hottest Swimsuit (MTV, 2018) Conduttrice
- The Hottest Winter (MTV, 2018) Conduttrice
- X Factor (Sky Uno, 2018)
- Festival di Sanremo (Rai 1, 2019)[senza fonte]
- Eurovision Song Contest 2019 (Rai 1, 2019) Giurata
- GF VIP Party (Mediaset Play, 2020-2021) Conduttrice
- Di Moda (TIMvision, 2021) Conduttrice
- GF Party (Mediaset Infinity, 2023) Conduttrice